# Фарсиваны
Фарсива́ны или парсиваны, парсибаны (дари فرسیوان, پرسیوان, پرسیبان‎) — распространённое наименование персоязычных жителей Афганистана, говоры которых официально считаются диалектами языка дари. Фарсиванами в Афганистане обычно называют всё персоязычное население, ведущее оседлый городской или сельский земледельческий образ жизни, в отличие от преимущественно кочевых хазарейцев и чараймаков, также говорящих на диалектах персо-таджикского континуума.
В этом значении термин фактически синонимичен этнониму таджики. В то же время в западных описаниях термин нередко понимается в более узком смысле: в отличие от таджиков-суннитов, живущих на востоке и северо-востоке Афганистана, фарсиванами называют персоязычных шиитов (двунадесятников) запада и юго-запада страны, продолжающих шиитское население соседнего Ирана (Хорасан и Систан). Тем не менее, и этих персоязычных в Афганистане называют таджиками.

## Происхождение названия
Лингвоэтноним фарсиван (fārsīwān, перс. فارسیوان‎‎ [fɒrsivɒ'n], пушту فارسیوان‎‎ [fɑrsiwɑ'n]) происходит, как считается, от *fārsī(za)bān «персоязычный», переоформленного в пушту по типу имён с суффиксом -wān. Помимо этнонима таджик, другим синонимом слова часто выступает термин дехканин (дари دهقان‎ [dɪhqɒ'n]) — «крестьянин», «оседлый житель» — в противоположность персоязычным и пуштуязычным племенам, носителям кочевых традиций.

## Численность
Доля персоязычного населения (суннитов и шиитов) в населении Афганистана (около 30 млн чел.) согласно последним подсчётам составляет около 38 %, что составляет более 11 млн чел.

## Афганские шииты-фарсиваны

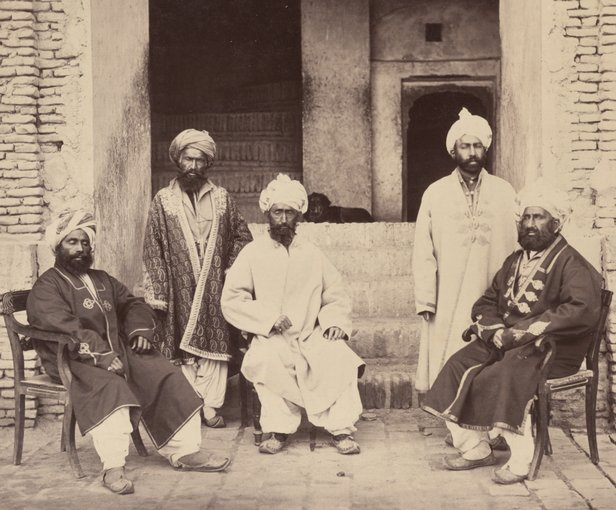
Группа фарсиванов в западном Афганистане. Герат, 1878—1880

Единый континуум персоязычного оседлого населения был разорван в середине II тыс. н. э. в результате тюрко-монгольских нашествий и тюркизации некоторых оазисов (Мерв, Термез и др.). Западные регионы Афганистана, отделённые от восточных таджикских областей массивами оседлых узбеков и кочевых чараймаков и хазарейцев, составляли одно целое с Иранским Хорасаном вплоть до XVIII в. и долгое время принадлежали Сефевидам, что предопределило распространение в них шиизма. Персоязычные шииты, продолжающие персидское население иранского Хорасана и Систана, сосредоточены прежде всего в западных провинциях Герат, Фарах, Нимроз. «Дарийские» диалекты этих областей особенно близки к хорасано-систанским говорам Ирана, хотя и отличаются от стандартного тегеранского диалекта. Также фарсиваны-шииты представлены в провинциях Гильменд, Кандагар, Газни. От них обычно отделяют афганских персоязычных кызылбашей — потомков персидских воинов и чиновников, живущих прежде всего в городах.

## Географическое распределение
В Афганистане проживает около 1,5 миллионов фарсиванов, в основном в провинциях Герат, Фарах, Гор и Мазари-Шариф. Также они являются основными жителями города Герат. Меньшее население можно найти в Кабуле, Кандагаре и Газни. Из-за большого числа беженцев из Афганистана в настоящее время в Иране также существуют значительные фарсиванские общины (в основном в Мешхеде и Тегеране).